# Первокаменська сільська рада
Первока́менська сільська рада (рос. Первокаменский сельский совет) — сільське поселення у складі Третьяковського району Алтайського краю Росії.
Адміністративний центр та єдиний населений пункт — село Первокаменка.

## Населення
Населення — 537 осіб (2019; 684 в 2010, 1004 у 2002).